# Філіпп де Клерамбо
Філіпп де Клерамбо (фр. Philippe de Clérambault; 1606 —24 липня 1665) — військовий та політичний діяч часів Французького королівства, маршал Франції.

## Життєпис
Походив з впливового шляхетського роду з Пуату. Син Жюля де Клерамбо, графа Паллбо і барона Буен. Здобув гарну освіту. У 1622 року долучився до королівського війська. У 1636 році як капітан роти легкої кінноти брав участь у битві біля Тичино. У 1637 році відзначився при облозі Ландресі в Іспанських Нідерландах.
1641 року брав участь в облозі Аррасу. За це отримав чин табірного маршала. 1642 року звитяжив при облозі Перпіньяна. 1643 року у складі військ під орудою Людовика де Конде брав участь в облозі Тіонвіля. Того ж року відзначився у битві при Фрайбурзі. За відмінні дії в битві біля Нордлінгені був підвищений до табірного генерала (на кшталт генерал-полковника) легкої кінноти. В наступні роки відмінно зарекомендував себе в битвах біля Філіпсбурга, Ля-Бассе, Куртре та Лансом, за що 1648 року отримав чин генерал-лейтенанта. Уславився як блискучий кавалерист.
Під час Фронди принців залишився на боці регентки Анни Австрійської та кардинала Мазарині, за що отримав звання маршала 1653 року. В подальшому відзначився у битвах біля Бельгарді та Монтроді проти армії фрондерів. 1654 року одружився. В подальшому брав участь у війні проти Іспанії, відзначившись 1658 року у битві біля Іпру.
1661 року призначено губернатором Беррії. Невдовзі став кавалером ордену Святого Духу.
Помер 1665 року в Парижі.

## Родина
Дружина — Луїза, донька Леона де Бутільє
Діти:
- Жюль (бл. 1660—1714), аббат монастиря Сен-Таврін д'Евре
- Філіпп (д/н—1704), генерал-лейтенант
- Тереза